# Liga Humanitaria
La Liga Humanitaria fue una organización creada en Inglaterra en 1891 por Henry S. Salt, quien fue también su Secretario General y Editor. Otros miembros fundadores fueron John Galsworthy y Edward Carpenter. La reunión inaugural tuvo lugar en la casa de Alice Lewis, quien fue su primera y única tesorera. Sus objetivos fueron la difusión del principio de que es inmoral causar sufrimiento innecesario sobre cualquier ser sintiente:

La Liga Humanitaria ha sido fundada sobre un principio de humanidad inteligible y consistente, es decir, que considera injusto infligir sufrimiento, directa o indirectamente, a cualquier ser sintiente, exceptuando los supuestos en los que la auto defensa o la absoluta necesidad se puedan alegar justamente.

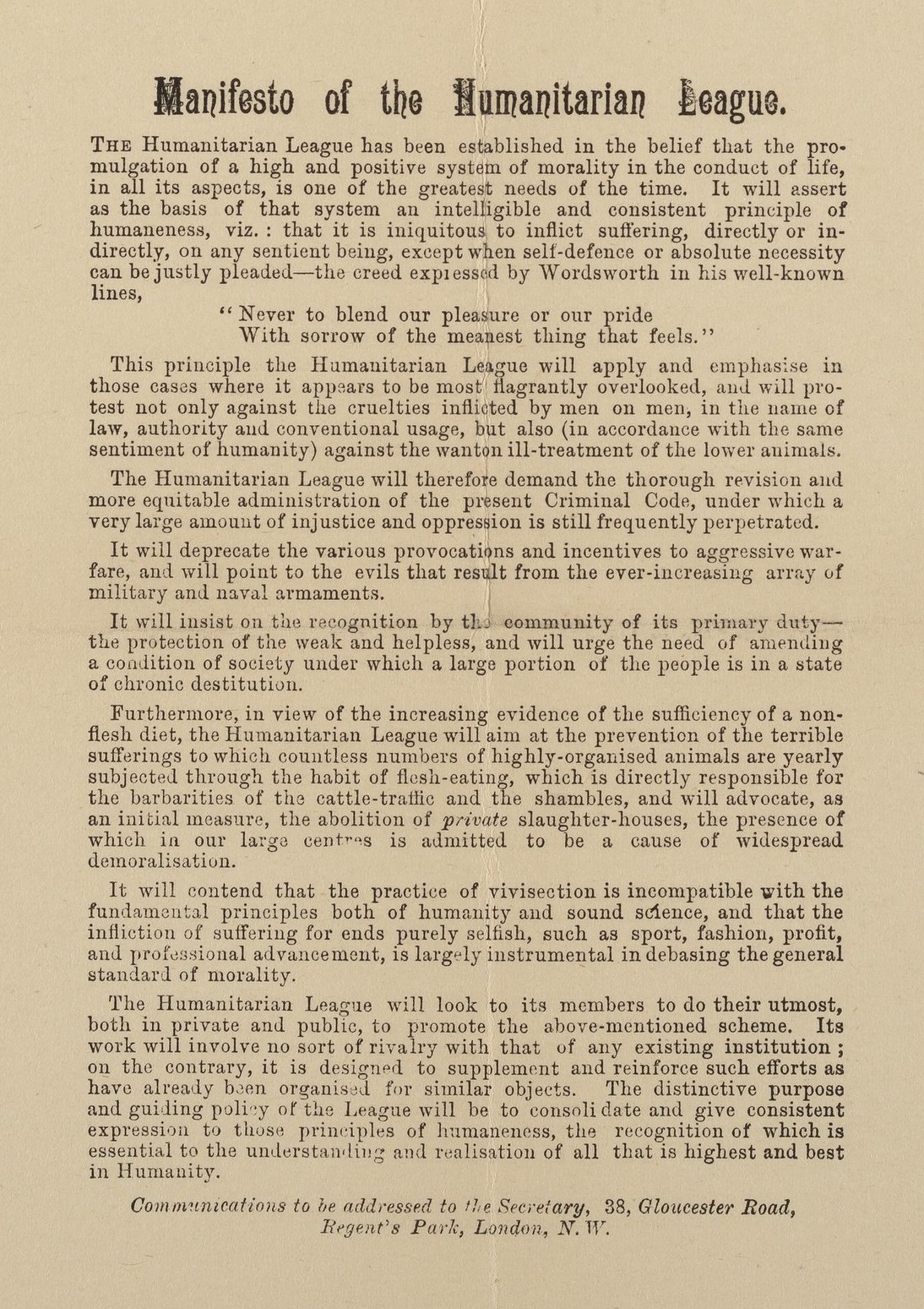
Manifiesto de la Liga Humanitaria

La Liga Humanitaria se opuso tanto a la pena capital como al castigo corporal. Sus otros objetivos incluyeron la prohibición de toda caza cuyo fin fuera meramente deportivo y de la vivisección. La Liga Humanitaria anticipó, pues, el movimiento en favor de los derechos de los animales, si bien defendió también los derechos humanos, se opuso a la tortura y a la flagelación, de uso corriente esta última entonces como castigo corporal en las escuelas y en la marina británicas, y trató también otras cuestiones como la reducción armamentística internacional o la mejora de las condiciones carcelarias de los presos. Miembros notables fueron Thomas Hardy, George Bernard Shaw y Christabel Pankhurst.
Extendieron sus ideas a través de la revista The Humane Review. La Liga Humanitaria se vio obligada a disolverse en 1919 a causa de la extensión que habían alcanzado en la sociedad las ideas opuestas al pacifismo.